# Claire Waldoff
Claire Waldoff (nascuda Clara Wortmann; Gelsenkirchen, 21 d'octubre de 1884 - Bad Reichenhall, 22 de gener de 1957) va ser una cantant alemanya. A Berlín, es va convertir abans de la II Guerra Mundial en la «reina del cabaret».

## Biografia
Clara Wortmann va ser l'onzena filla de 16 d'una família que regentava un bar a Gelsenkirchen. De petita volia convertir-se en metge però no va poder fer-ho falta de mitjans econòmics, es va decidir ser actriu, prenent el nom artístic de Claire Waldoff. En 1903 ja tenia el seu primer contracte a Bad Pyrmont i Kattowitz. En 1907 va arribar a Berlín.
Inicialment li van donar petits papers en comèdies al teatre Figaro al Kurfürstendamm. En 1907 va canviar al cabaret. Rudolf Nelson la va contractar per al teatre Roland von Berlin al carrer Potsdam. En la seva primera actuació vestia un vestit d'estudiant d'Eton. Va convertir-se immediatament en l'«estrella de Berlín». Poc abans de l'actuació el compositor Walter Kollo li va escriure una cançó sobre un ànec boig d'amor i el seu Schmackeduzchen. La cançó havia nascut de la necessitat, ja que el programa antimilitarista previst va ser prohibit per la censura. Aviat actuava també al Chat Noir a la Friedrichstraße i al Linden-Cabaret a Unter den Linden. Des de 1924 va aconseguir contractes per a grans revistes, entre altres amb Erik Charell.
Claire Waldoff es va especialitzar en cançó lleugera, schlager i chanson en dialecte de Berlín, que havia après en les seves visites a bars. La seva marca eren una corbata, una brusa i pentinat de xicot de color bronze. Fumava i jurava en escena. Ella mateixa va descriure el seu carisma més tard amb les següents paraules: «la meva manera senzilla, sense gestos, només amb la mímica, enfocat només al joc d'expressions dels ulls, era una cosa nova sobre l'escenari del cabaret. Jo era i vaig continuar sent un gran espectacle en la meva senzillesa.» 

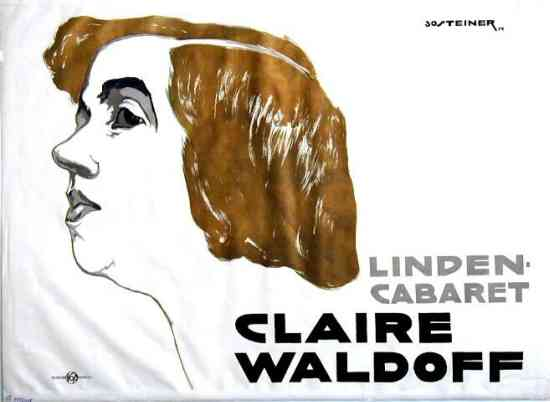
Cartell del cabaret Linden de Berlín amb Claire Waldoff (1914).

El punt culminant de la seva carrera va arribar a mitjan dècada de 1920. Actuava en els dos espectacles de varietés més importants de Berlín, el Scala i el Wintergarten, a més de realitzar una tournée per Alemanya. Va ser contractada per a operetes i revistes i va compartir l'escenari amb una encara desconeguda Marlene Dietrich. La ràdio emetia les seves cançons. Les vendes dels seus discos aconseguien rècords. El seu repertori tenia durant aquesta època unes 300 cançons.

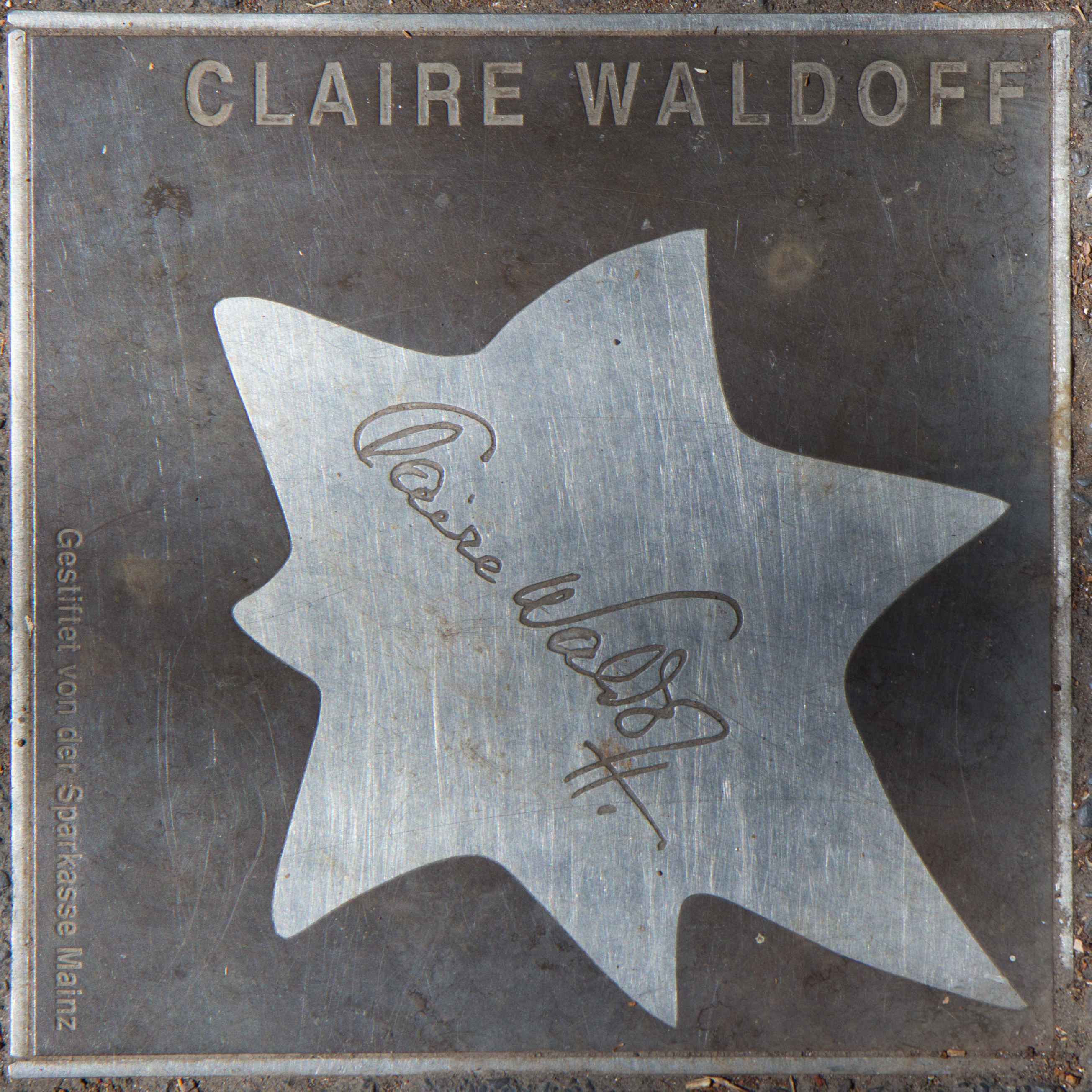
Estrella de Waldoff al Saló de la Fama del Cabaret

Amb la seva companya sentimental, Olga von Roeder, era a més el centre de la vida lèsbica de Berlín. Visitava de forma regular el club femení Damenklub Pyramide, que es reunia en el Toppkeller en Berlin-Schöneberg. Allí es trobaven, entre d'altres, les ballarines Anita Berber i Cilly de Rheydt, dones elegants, pintores i models.
L'ascens al poder de Hitler el 1933 va suposar un tall en la carrera de Claire Waldoff. Durant algun temps se li va prohibir 'actuar en públic, perquè havia actuat poc abans per a la comunista Gira Hilfe al palau d'esports de Berlín. Després de convertir-se en membre de la Reichskulturkammer (RKK), a la qual havien de pertànyer tots els artistes, la prohibició va ser aixecada. A mitjan dècada de 1930 va actuar amb un programa doble amb Lene Ludwig a Berlín, que mostrava balls amb màscara parodiant famosos.
En 1936 es va enfonsar definitivament la seva carrera quan el ministre de propaganda Joseph Goebbels li va prohibir actuar al Scala. Cada vegada va haver-hi menys contractes a Berlín. En 1939 es va traslladar a Bayerisch Gmain i va fer algun concert radiofònic a la Großdeutscher Rundfunk. La Wehrmacht la va contractar per a entretenir les tropes. El gener de 1942 va cantar davant soldats alemanys al París ocupat.
Després del final del conflicte la seva carrera es va veure interrompuda novament i la reforma monetària de 1948 li va costar els seus estalvis i es va empobrir. En 1954 el Senat de Berlín li va concedir, en ocasió del seu 70è aniversari, una petita renda. En 1953 va aparèixer la seva autobiografia. Quatre anys més tard va morir d'una apoplexia. El seu últim desig va ser ser enterrada en la cripta familiar de la seva companya sentimental Olga von Roeder. El seu desig va ser complert i la tomba es troba al Pragfriedhof de Stuttgart. A Claire Waldoff se li ha dedicat una estrella al Walk of Fame des Kabaretts de Magúncia.

## Relació amb Olga von Roeder
Olga von Roeder (1886 - 1963) provenia d'una família d'actors dels EUA i era descendent del colonitzador Albrecht von Roeder. En 1917 va conèixer Claire Waldoff a Berlín i fins a la seva mort va ser la seva companya sentimental. Waldoff va escriure en les seves memòries «Ambdues vam tenir molta sort amb l'altra. […] Olly és una persona poc freqüent, una caràcter sorollós, una persona meravellosa.»
La parella va ser el centre de la vida lèsbica de Berlín en la dècada de 1920. Von Roeder i Waldoff portaven un saló literari sobre política i cultura per a l'intercanvi d'idees entre lesbianes, i eren hostes volgudes en l'ambient nocturn lèsbic.

## Cançons
- Cançons de Claire Waldoff

## Publicacions
- Waldoff, Claire, 1884-1957.. Weeste noch? : Erinnerungen und Dokumente.  Berlín: Parthas, 1997. ISBN 3932529111.